# Hannoverské kurfiřtství
Hannoverské neboli Brunšvicko-lüneburské kurfiřtství (německy Kurfürstentum Hannover, oficiálně Kurfürstentum Braunschweig-Lüneburg, zkráceně Kurhannover), obecně Hannoversko (Hannover) a Brunšvicko-Lünebursko, byl stát Svaté říše římské národa německého v letech 1692–1807, který ležel v Dolnosaském kraji v severní části dnešního Německa. Celek byl v pořadí devátým kurfiřtstvím Svaté říše římské a vládla mu dynastie Hannoverských, jedna z větví welfského rodu. 

Obchodní vlajka (1727–1801)

V roce 1714 hannoverský kurfiřt Jiří Ludvík usedl na britský trůn jako Jiří I. a stal se králem Velké Británie a Irska, čímž spojil obě monarchie, britskou a hannoverskou, v personální unii. Současně tak byl britský panovník jedním z říšských knížat. Personální unie kurfiřtství s Velkou Británií vydržela po většinu času jeho existence. V době napoleonských válek bylo Hannoversko v letech 1803 až 1813 okupováno Francouzi. Roku 1806 zanikla Svatá říše římská a kurfiřtství přišlo o funkci volitele císařů. Roku 1807 bylo kurfiřtství začleněno do Vestfálska a po jeho zániku dosáhlo roku 1814 povýšení na království.

## Geografie

mapy kurfiřtství:
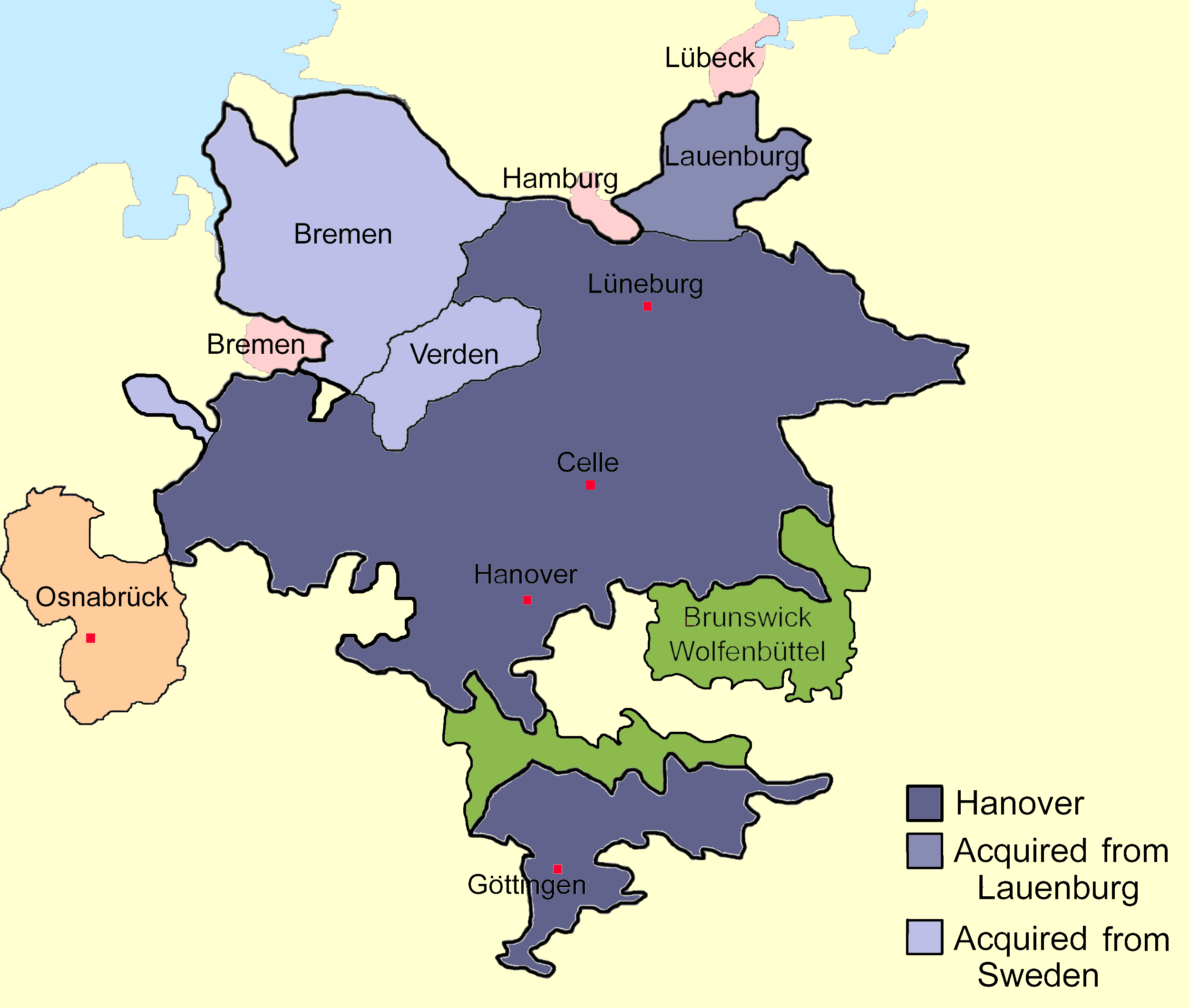
Hannoversko s územními zisky (modře, béžově[p. 1]) a Brunšvicko-Wolfenbüttelsko (zeleně) okolo roku 1720
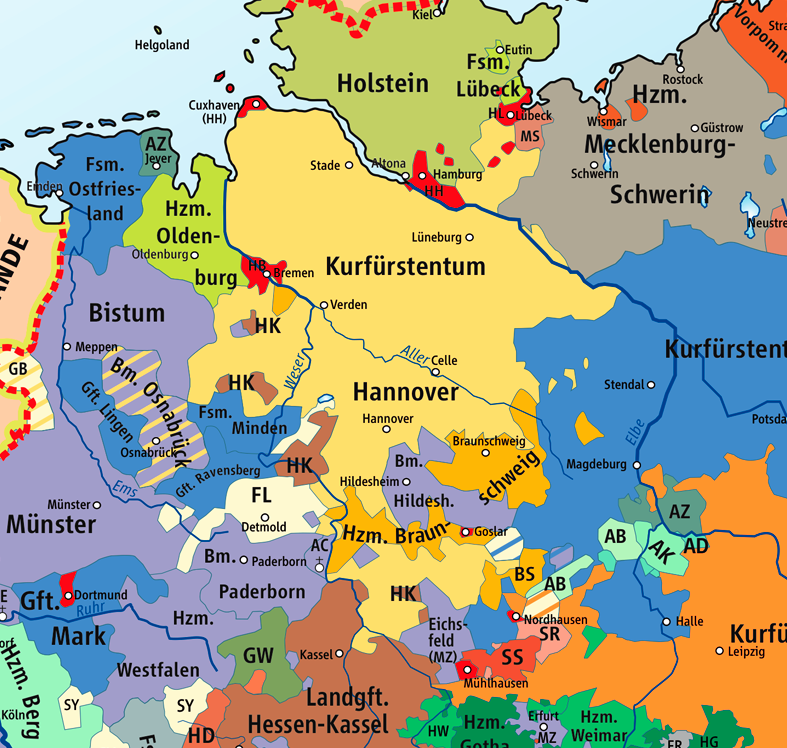
Kurfiřtství hannoverské (žlutá) v roce 1789